# Frederick Rondel
Pour les articles homonymes, voir Rondel.
Frederick Rondel, né le 5 janvier 1825 à Paris et mort le 22 novembre 1892 à Philadelphie, est un artiste peintre américain d'origine française, spécialisé dans le paysage et proche du mouvement de la Hudson River School.

## Biographie
À Paris, Rondel a pour professeur le peintre de marine Théodore Gudin, proche de la cour de Louis-Philippe 1er. Il a également comme maître Auguste Jugelet. Rondel émigre aux États-Unis en 1855 et s'installe à Boston, où il peint et produit des lithographies. En 1857, il expose une première fois son travail à la Académie américaine des beaux-arts de New York. Rondel déménage fin 1859 à New York  et devient membre de l'Académie en 1861. Il commence à donner des cours. Parmi ses élèves, l'on trouve Winslow Homer, et plus tard, Charles Mielatz et F. Benedict Herzog (en),,.
Au cours des années suivantes, Rondel voyage dans différentes villes tout en gardant son atelier newyorkais : Boston, South Malden (Massachusetts) et Poughkeepsie. Il entreprend aussi de plus longs périples, en Europe en 1862, et à San Francisco en 1875. Il finit par s'installer à Poughkeepsie en janvier 1862 et devient chargé de cours, enseignant l'art à de jeunes femmes, au Cottage Hill Seminary. Le marchand Matthew Vassar lui commande alors une série de tableaux devant représenter ses trois différentes demeures, dont deux se situent à Poughkeepsie. Rondel se lie d'amitié à Caroline Morgan Clowes (en), qu'il guide dans ses premiers pas dans la peinture, et avec laquelle il restera longtemps lié. 
Rondel retourne vivre à New York City en 1868, où il continue à peindre et exposer, avant de déménager à New Rochelle en 1871. Peu avant janvier 1892, Rondel s'était installé à Philadelphie, quand il décède en novembre suivant. Il laisse un fils, Fredrick Rondel Jr., qui fut également artiste. Il était membre de l'American Society of Water Colors.
Louis Prang possédait plusieurs tableaux de Rondel.

## Œuvre
Rondel est avant tout un peintre de paysage. Il était membre de la Hudson River School et représentait sur ses toiles principalement des motifs champêtres locaux, ainsi que le fleuve Hudson et les montagnes Adirondacks. Il produisit également des scène de genre, des natures mortes, quelques portraits et des marines.
Son travail a fait l'objet d'expositions, entre autres au Mint Museum (en) (Charlotte, Caroline du Nord), au Butler Institute of American Art, et à la Corcoran Gallery of Art.

## Galerie

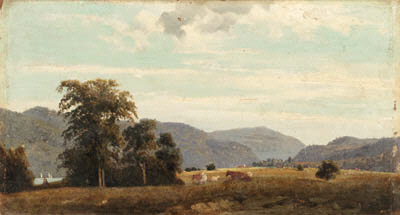
The Meadow (1855)
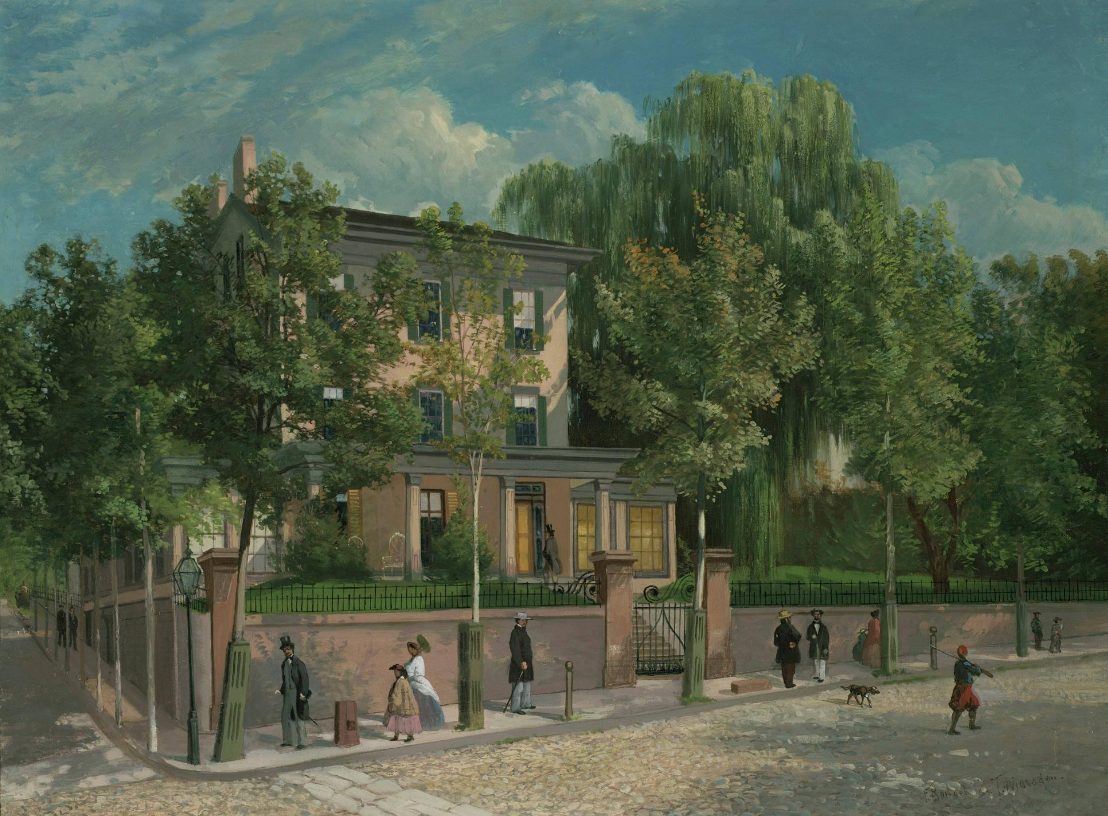
Matthew Vassar's Town Residence (1862)
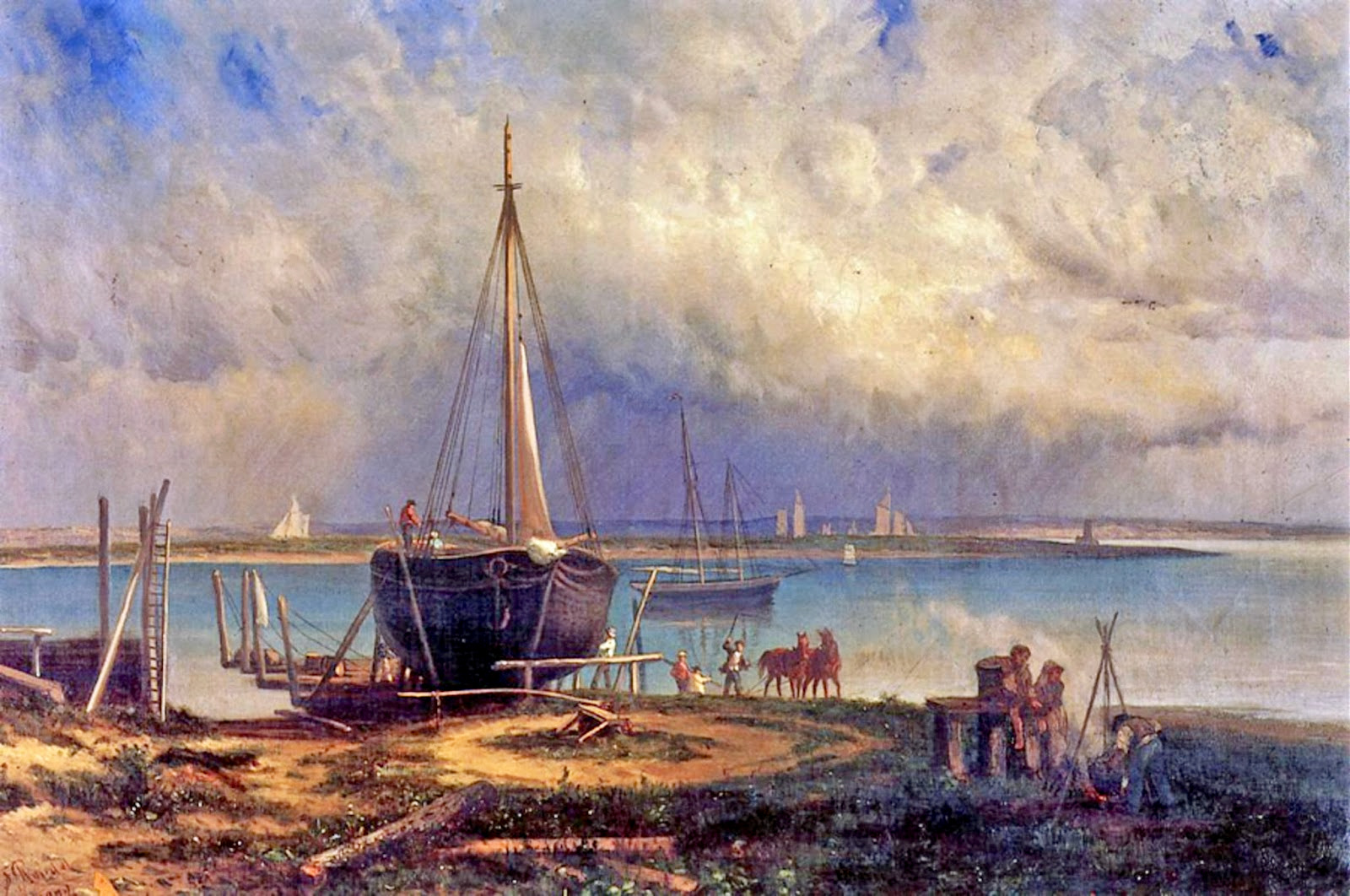
View Of City Island (1872)